# Arrival Van
Arrival Van – elektryczny samochód dostawczy klasy wyższej wyprodukowany pod brytyjską marką Arrival w 2021 roku.

## Historia i opis modelu

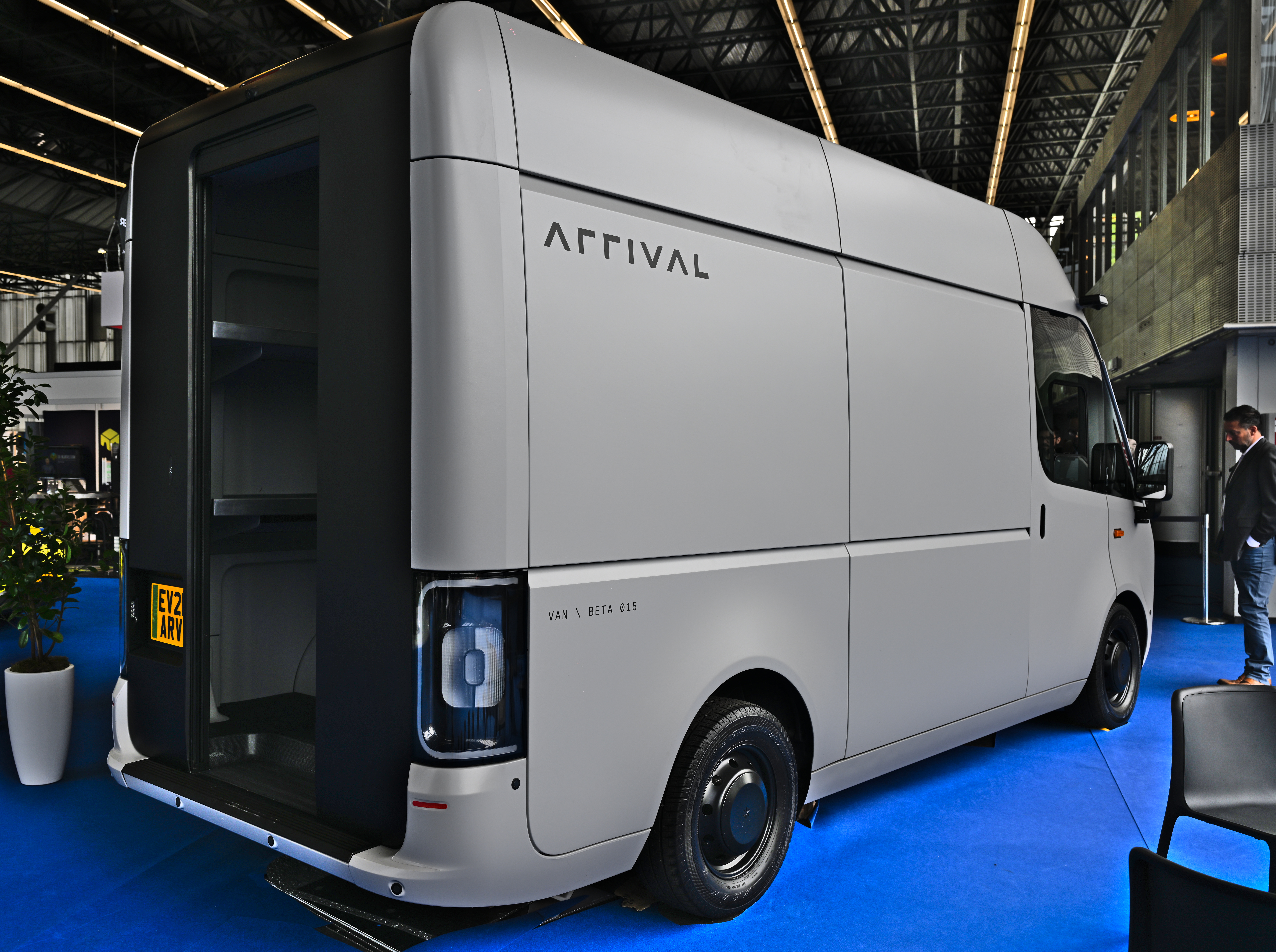
Arrival Van - tył

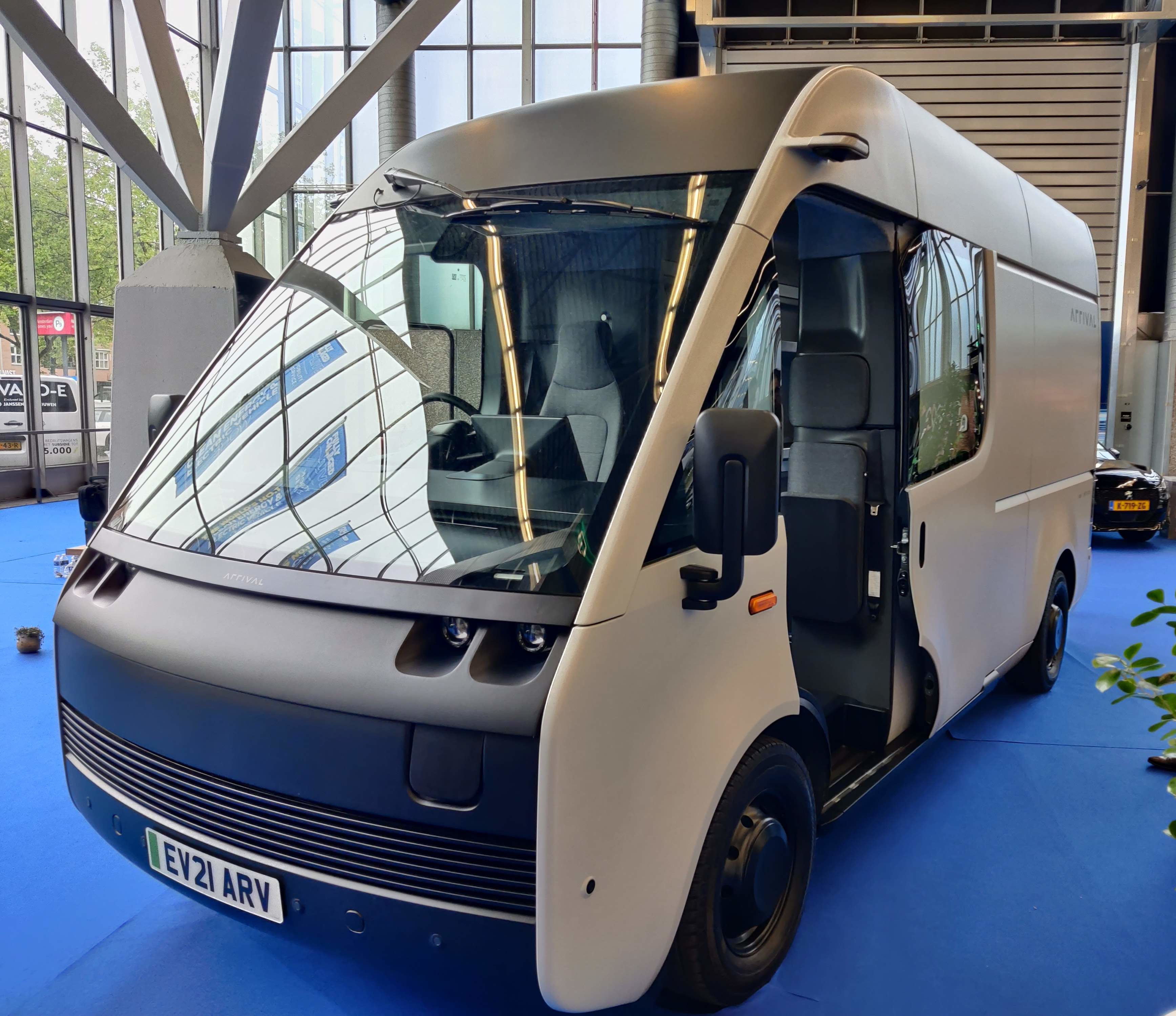
Arrival Van - drugi profil

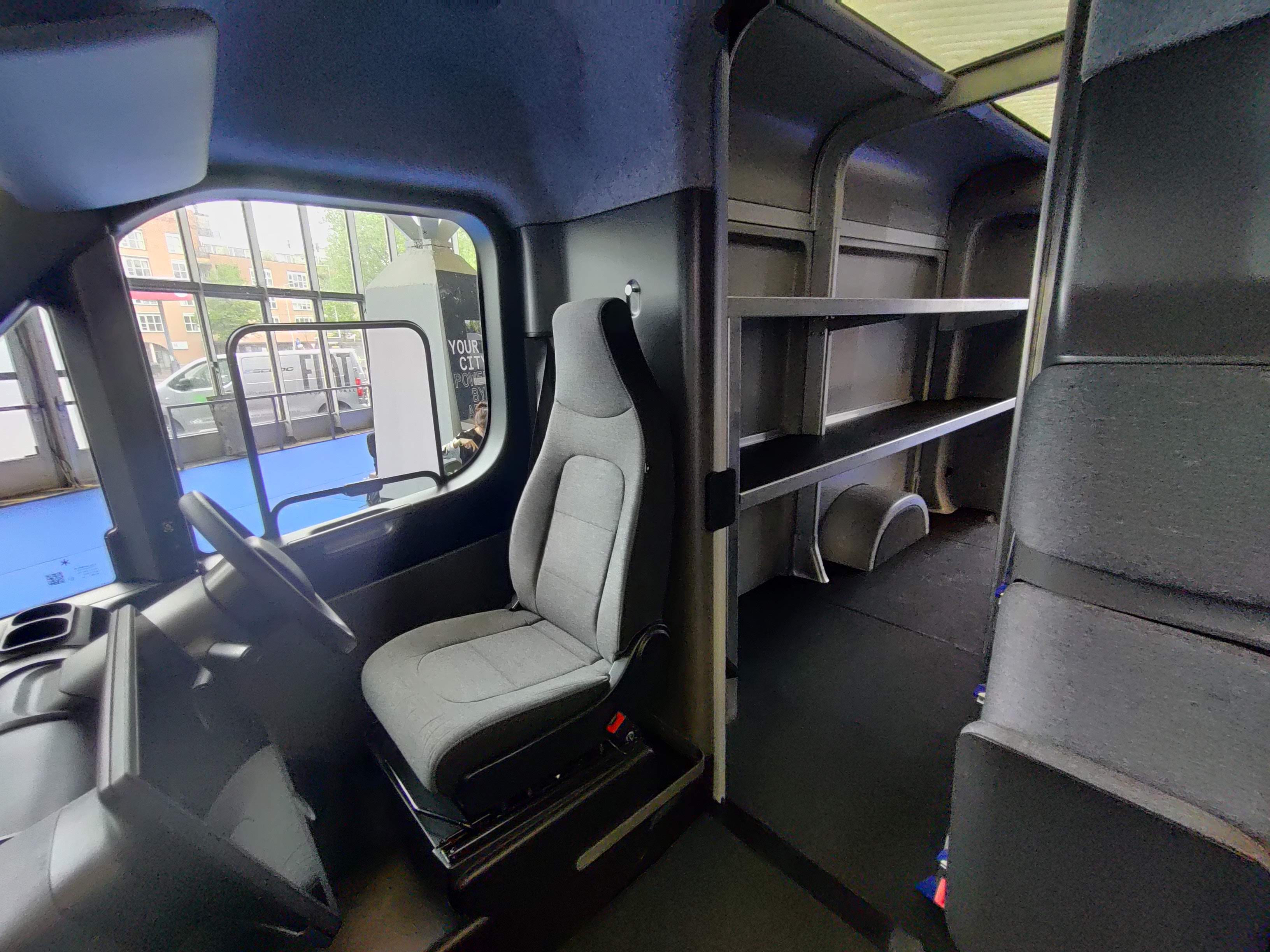
Arrival Van - wnętrze

Przedprodukcyjny prototyp w pełni elektrycznej furgonetki będący zarazem pierwszym pojazdem opracowanym przez brytyjski startup Arrival przedstawiony został w sierpniu 2017 roku. Pojazd we wstępnej przyjął futurystyczną postać obłego, jednobryłowego furgona z dużą powierzchnią przeszkloną wokół miejsca dla kierowcy, na czele z rozległą szybą czołową i kanciastymi proporcjami.
Ostateczny projekt przeznaczony do produkcji seryjnej przeszedł obszerne zmiany wizualne, debiutując w marcu 2021. Przy zachowaniu jednobryłowej sylwetki, samochód zyskał bardziej wysuniętą i czubatą przednią część nadwozia pomalowaną na czarno. Dostęp do kabiny umożliwiły odsuwane drzwi, z kolei poza siedziskiem kierowcy umieszczono także dodatkową, rozkładaną ławkę dla okazjonalnego pasażera.

### Sprzedaż
Początek produkcji elektrycznej furgonetki firmy Arrival zaplanowano na jesień 2022 roku, za miejsce do wytwarzania pojazdu obierając zakłady w Bicester w Anglii. W tym samym czasie, trzecim kwartale 2022, zaplanowane zostało także rozpoczęcie produkcji w drugich zakładach Arrival w Stanach Zjednoczonych, gdzie na potrzeby zakupionej w 2019 roku floty korporacji kurierskiej UPS odbywać się będzie produkcja w Charlotte w Karolinie Północnej. Żadne z tych planów nie doczekały się realizacji.

### Dane techniczne
Arrival Van jest samochodem w pełni elektrycznym, który napędza silnik o mocy 163 KM przenoszący moc na przednią oś i pozwalając na rozpędzenie się maksymalnie do 120 km/h. Producent przewidział cztery rozmiary baterii do wyboru ze zmiennym zasięgiem i dopuszczalną ładownością maksymalną: 67 kWh i do 180 kilometrów, 89 kWh i do 239 kilometrów, 111 kWh i do 289 kilometrów oraz topowa o pojemności 139 kWh oraz maksymalnym zasięgu do 340 kilometrów.